# 라 마시아

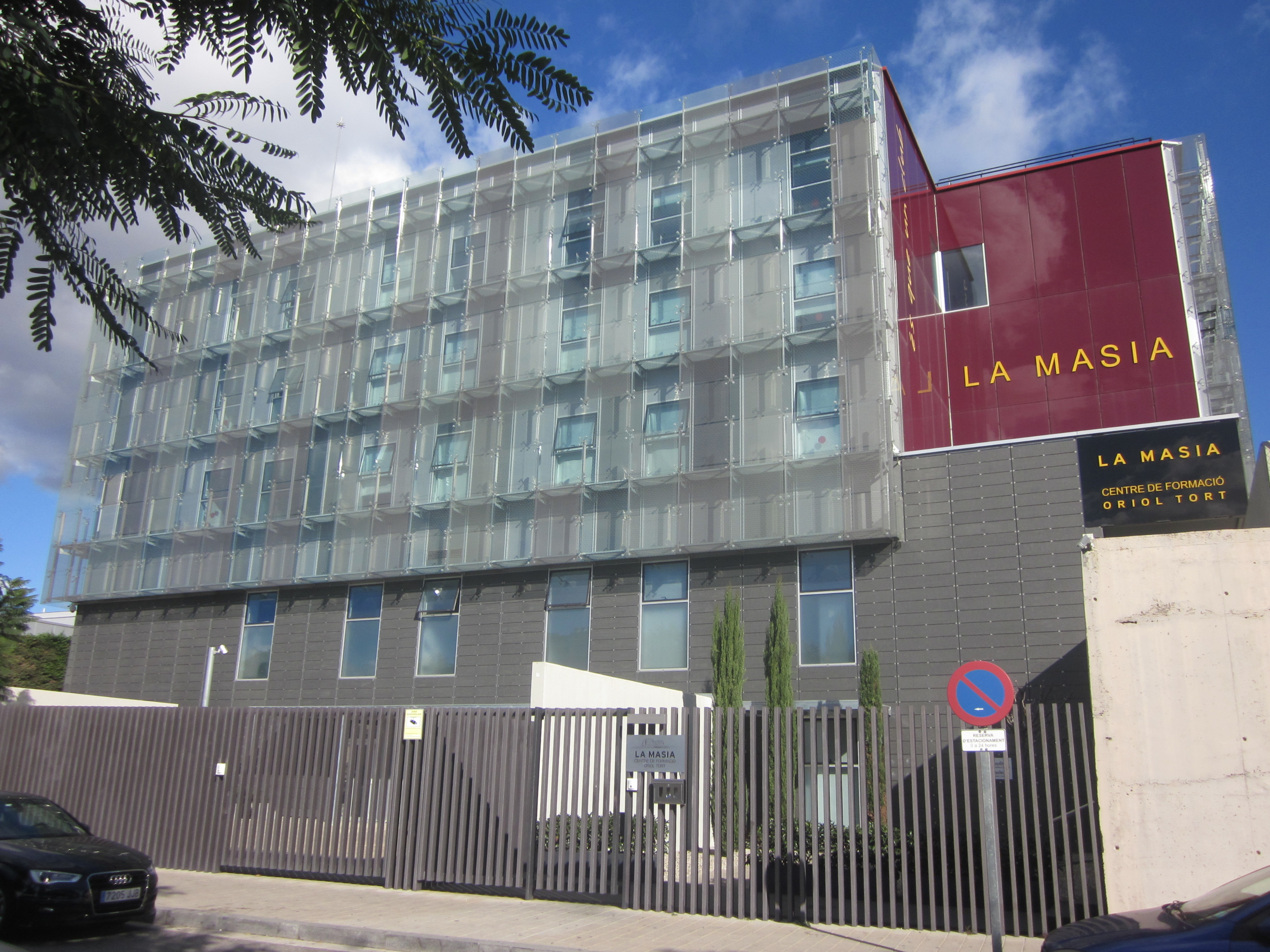

라 마시아 (La Masia)는 스페인 프리메라리가의 세계적인 축구 구단 FC 바르셀로나의 유소년 축구 선수 육성 정책으로써, 2000년대 중후반 이후 이어지고 있는 바르셀로나의 전성기에 엄청난 기여를 하고 있다. 바르셀로나의 전설적인 선수이자 감독이었던 요한 크루이프가 고안한 정책이며, 1988년 이후로 바르셀로나의 핵심적인 정책으로 계속 이어지고 있다.

## 운영 체제
라 마시아는 총 16개의 다른 스쿼드가 있다. 스쿼드는 연령별로 나뉘는데, 7~8세 팀부터 시작해서 스페인 세군다 리가에서 뛰는 팀까지 있다. 라 마시아는 기본적으로 학교의 형태를 갖추고 있어 스페인 2부리그에서 활약하는 B팀을 제외한 나머지 유소년 팀들은 학교가 끝난 뒤에 연습을 시작한다. 라 마시아의 모든 트레이너들은 프로 축구 선수였을만큼 유럽 최고의 유소년 프로그램을 자랑한다. 바르셀로나의 유소년 정책은 기본적으로 1군팀에서 뛸 선수들을 기르는데에 맞추어져 있기 때문에 1군에서 뛰는 선배들과 동일한 4-3-3 포메이션을 구사한다. 각 스쿼드에서 유소년 선수들이 부여 받는 역할 역시 1군 선배들이 각각 맡는 역할을 그대로 분담한다. 라 마시아에서 꾸준히 훈련을 받은 선수들이 1군에 올라갔을 때 적응기간을 최소화 하기 위한 구단의 방침이다.

## 라 마시아의 철학
라 마시아는 크루이프가 창안한 '토탈사커'와 '티키타카'를 기본으로 한다. '토탈사커'란 전원 공격 및 수비라는 뜻으로, 그 만큼 팀이 하나가 되어 유연하게 움직이는 것을 뜻한다. 그 만큼 전방 압박이 중요시 되며, 공격수와 수비수를 가리지 않고 수비를 하도록 훈련시킨다. 바르셀로나를 대표하는 단어인 '티키타카'는 원터치 패스를 뜻한다. 끈끈한 조직력을 이용한 짧고 간단한 패스를 통해 경기를 풀어나간다는 뜻으로, 그 만큼 공을 갖고 있지 않을 때의 움직임을 중요시한다. 공을 갖지 않은 선수가 빈 공간으로 끊임 없이 움직여야 비로소 바르셀로나의 '티키타카'가 완성될 수 있기 때문임.

## 라 마시아의 결과물
바르셀로나는 2008-2009 시즌 6관왕을 달성하면서 라리가, UEFA 챔피언스리그, FIFA 클럽 월드컵 우승은 물론 참가한 6개의 대회에서 모두 우승을 하였다.
21세기 바르셀로나 최고의 미드필더 중 세명인 안드레스 이니에스타, 사비 에르난데스, 세르히오 부스케츠와 떠오르는 신성들인 파블로 가비, 라민 야말, 파우 쿠바르시, 알레한드로 발데 바르셀로나 역사상 최고의 공격수 리오넬 메시도 라마시아 출신이다.
그리고 이승우도 라마시아 출신이다